# 般奴·比隆尼
般奴·比隆尼（法語：Bruno Bellone，1962年3月14日—）是一名前法國職業足球員，在場上司職左翼。比隆尼從1981年到1988年入選法國國家足球隊，他為法國出場34次並射入兩球。其中一個入球是在1984年歐洲國家盃決賽中，法國以2-0擊敗西班牙贏得冠軍。他還入選法國1982年和1986年的世界盃陣容。

## 職業生涯
比隆尼最難忘的那場比賽是1986年對陣巴西的準決賽，當時發生了兩件事。首先，隨著加時賽接近尾聲，比隆尼在禁區邊緣繞過巴西門將卡洛斯，獲得明確可以製勝的入球機會。當他從他身邊繞過時被卡洛斯擋住去路，從而使他失去平衡，阻止他及時射球得分。裁判卻沒有判罰巴西。在12碼球決勝時，比隆尼負責為法國隊射第三球。可惜球擊中門柱並反彈到卡洛斯身上，然後回到球門內。儘管巴西國家隊提出抗議，但該球被判為入球。法國隊主教練亨利·米歇爾在賽後認為比隆尼的12碼球有可能不應該被判入球，指出卡洛斯在之前沒有被判罰的事件，並說“這有一定的正義”。之後球例澄清以支持裁判的決定。

## 個人生活
比隆尼因腳踝受傷不得不在28歲時退役。然後，他個人遭受一系列挫折，命運多舛的失去投資積蓄。1998年，法國廣播電台錯誤地報導他已經去世。1999年，比隆尼在康城為他舉辦一場紀念他的盛大比賽後，才得以還清債務。自2007年以來，他一直擔任勒卡內市鎮的體育技術顧問。 他是四個孩子的父親。

## 榮譽

### 球會
摩納哥
- 法甲：1981–82（英语：1981–82 French Division 1）
- 法國盃：1984–85（英语：1984–85 French Division 1）

### 國際賽
法國
- 歐洲國家盃: 1984

## 外部連結
- 般奴·比隆尼於國際足協比賽記錄（存檔）
- 般奴·比隆尼 （页面存档备份，存于）於National-Football-Teams.com
- 般奴·比隆尼 （页面存档备份，存于）於法國足球總會
- 般奴·比隆尼於法國足球總會（存檔）